# Callispa areana
Callispa areana es un coleóptero de la familia Chrysomelidae.
Fue descrita científicamente por primera vez en 1892 por Duvivier.